# Alexander Kačaniklić
Alexander Kačaniklić (srbskou cyrilicí Александар Качаниклић; * 13. srpna 1991, Helsingborg, Švédsko) je švédský fotbalista a reprezentant srbského původu, v současnosti hráč klubu FC Nantes. V profesionálním fotbale debutoval v dresu anglického Fulhamu. Hraje obvykle na pozici levého záložníka.

## Klubová kariéra
Kačaniklić přestoupil z mládežnického týmu Helsiborgu IF do Liverpoolu v roce 2007. V sezoně 2008/09 se mu povedlo dostat se s týmem až do finále mládežnického FA Cupu, kde odehrál obě utkání proti Arsenalu. Přestože v jednom zápase skóroval, s týmem na trofej nedosáhl.

### Fulham FC
V srpnu 2010, ještě předtím, než se stal profesionálním fotbalistou, přestoupil z Liverpoolu do Fulhamu společně se svým finským spoluhráčem Lauri Dalla Valle jako součást výměny za Paula Koncheskyho, který putoval opačným směrem. Nejprve začal nastupovat za rezervu Fulhamu a poprvé se objevil na lavičce náhradníků v listopadu 2011. Na část druhé poloviny sezony 2011/12 byl poslán na hostování do druholigového Watfordu. Po návratu do Londýna zaznamenal hned svůj debut 31. března 2012, když vystřídal Pavla Pogrebňaka. Hned ve svém prvním zápase mohl dát gól, ale jeho výbornou střelu zneškodnil brankář Norwiche John Ruddy. Celkem se ještě do konce sezóny objevil v sestavě třikrát, pomalu se zapracovával do základní sestavy a podepsal i smlouvu na další dva roky. A hned v prvním kole sezony 2012/13 proti Norwichi vstřelil svůj první gól za Fulham a pomohl k vítězství 5-0 a průběžnému vedení v Premier League. Na Nový rok 2013 rozhodl o výhře Fulhamu 2-1 na hřišti West Bromwich. Poté odešel v březnu na krátkodobé hostování do Burnley FC. 19. května 2013 v posledním ligovém kole Premier League 2012/13 v zápase se Swansea City AFC vstřelil jeden gól a podílel se na vítězství 3:0. Fulham zakončil ligový ročník na dvanáctém místě se ziskem 43 bodů.

### Watford FC
Od 30. ledna 2012 do 27. března 2012 hostoval v klubu Watford FC. Zde odehrál 12 zápasů a vstřelil jeden gól v zápase proti Burnley FC.

### Burnley FC
Od 1. března 2013 do 18. dubna 2013 hostoval v klubu Burnley FC.

## Reprezentační kariéra
Byl členem švédských mládežnických reprezentací U17 a U19.

### A-mužstvo
Kačaniklić byl povolán do národního A-týmu Švédska v. srpnu 2012 a svůj debut si odbyl 15. srpna v Solně v přátelském zápase proti Brazílii (domácí prohra Švédska 0:3).
O necelé dva měsíce později (12. října) se Kačaniklić poprvé trefil v dresu seniorského národního týmu. Bylo to v kvalifikaci na Mistrovství světa 2014 do sítě Faerských ostrovů, čímž ukončil překvapivé trápení Švédska v zápase a vyrovnal na průběžných 1-1. O několik minut později zápas rozhodl Zlatan Ibrahimović, Švédsko vyhrálo 2-1. O několik dnů později (16. října) nastoupil na druhý poločas v Německu za stavu 3-0 pro domácí. Ani začátek druhé půle se Švédům moc nepovedl a inkasovali čtvrtý gól. Přesto dokázali proti jednomu z nejlepších národních týmů světa srovnat na 4-4. Důležitou měrou se na vývoji zápasu podílel právě Kačaniklić, který sice gól nevstřelil, ale naopak asistoval na třetí gól Johanu Elmanderovi.

### Reprezentační góly
Góly Alexandra Kačanikliće za reprezentační A-mužstvo Švédska
| 010                  | 12. 10. 2012 | Tórsvøllur, Tórshavn, Faerské ostrovy | Faerské ostrovy | 01:1 0(65.) | 1:2 | kvalifikace na MS 2014 |
| 02                   | 3. 6. 2013   | Swedbank Stadion, Malmö, Švédsko      | Makedonie       | 01:0 0(39.) | 1:0 | přátelské utkání       |
| 03                   | 15. 10. 2013 | Friends Arena, Solna, Švédsko         | Německo         | 02:0 0(42.) | 3:5 | kvalifikace na MS 2014 |
| Platí k 24. 10. 2016 |              |                                       |                 |             |     |                        |